# Children’s Overseas Reception Board

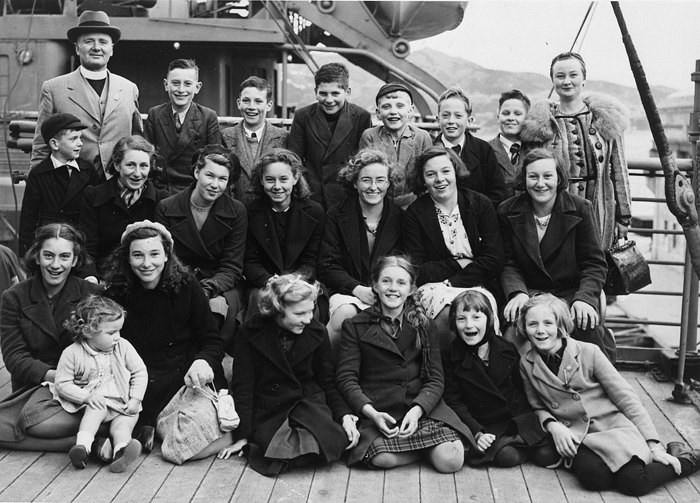
Britische Kinder, die 1940 im Rahmen des Children’s Overseas Reception Board nach Neuseeland gebracht wurden

Children’s Overseas Reception Board (CORB) war ein von der britischen Regierung initiiertes Programm zur Evakuierung britischer Kinder während des Zweiten Weltkrieges.

## Bedeutung
Als die Luftwaffe 1940 mit der Bombardierung Großbritanniens begann, rief die Regierung das Programm Children’s Overseas Reception Board (CORB) ins Leben. Die Kinder sollten in die USA, nach Kanada, Australien, Neuseeland und Südafrika geschickt werden. In den ersten Monaten wurden über 210.000 Kinder für dieses Programm angemeldet.
Am 18. September 1940 wurde das britische Passagierschiff City of Benares durch einen deutschen Torpedo versenkt und 77 Kinder kamen ums Leben. Das CORB-Programm wurde daraufhin gestoppt. Bis zu diesem Tag wurden 2.664 britische Kinder überwiegend nach Kanada evakuiert.
Wohlhabende Eltern ließen ihre Kinder jedoch weiterhin in sichere Länder evakuieren. Es wird vermutet, dass in den ersten beiden Jahren des Krieges ungefähr 14.000 Kinder über private Wege in die USA, Kanada und nach Australien gebracht wurden.